# 米加司他
米加司他（INN：migalastat）是第一种用于治疗法布瑞氏症的口服药品。它和D-半乳糖具有相同的立体结构，但缺少第一个羟基，其醚氧位被氮原子取代，成为了亚胺糖。
米加司他一般以盐酸盐的形式使用，其盐酸盐为接近白色且可溶于水的晶体。:11